# Dansenberg
Dansenberg ist ein im Pfälzerwald liegender Stadtteil der kreisfreien Großstadt Kaiserslautern in Rheinland-Pfalz. Erstmals erwähnt während des Dreißigjährigen Kriegs, blieb Dansenberg lange Zeit ein kleines Dorf. Seit der Eingemeindung nach Kaiserslautern im Jahr 1969 haben sich die Einwohnerzahlen verdoppelt.

## Geographie

### Geographische Lage und Geologie
Dansenberg liegt auf dem gleichnamigen über 400 Meter hohen Berg im Südosten des sogenannten Kaiserslauterer Beckens, östlich der Sickinger Höhe, welche von Dansenberg aus bereits gut zu sehen ist.
Benachbarte Kaiserslauterer Stadtteile sind Hohenecken im Westen und Mölschbach im Osten. Angrenzende Gemeinden sind Trippstadt und Stelzenberg.
Das Ortsgebiet ist umgeben von Wald, im Süden und Südwesten befinden sich kleinere landwirtschaftliche Nutzflächen, die vor allem für die private Pferdehaltung genutzt werden.
Geologisch befindet sich Dansenberg auf Rotsandstein, welcher ursprünglich von Sedimenten des Muschelkalk überlagert war. Diese Sedimente wurden später jedoch ausgewaschen und im Westrich abgelagert.

### Klima

Niederschlag

#### Niederschlag
Dansenberg liegt innerhalb der gemäßigten Klimazone mit Niederschlägen zu allen Jahreszeiten. Im Vergleich zu anderen Regionen Deutschlands hat Dansenberg ein recht warmes und sehr sonniges Klima. Durch die Lage im Lee von Hunsrück und Eifel werden Niederschläge bei Nordwestwetterlagen meist abgehalten. Durch die vergleichsweise hohe Lage des Ortes fallen hier noch weniger Niederschläge als in Kaiserslautern und der Ort wird von Unwettern meist verschont. Aufgrund der exponierten Lage des Ortes werden bei Stürmen hier oft überdurchschnittliche hohe Windgeschwindigkeiten erreicht, was sich oft in erheblichen Sturmschäden an Gebäuden und im Wald niederschlägt.
Der Jahresniederschlag beträgt 840 mm. Der Niederschlag liegt im oberen Drittel der Messstellen des Deutschen Wetterdienstes. 71 % zeigen niedrigere Werte an. Der trockenste Monat ist der April; am meisten regnet es im Dezember. Im niederschlagsreichsten Monat fällt etwa 1,4-mal mehr Regen, als im trockensten Monat. Die jahreszeitlichen Niederschlagsschwankungen liegen im unteren Zehntel. In nur 2 % aller Orte schwankt der monatliche Niederschlag weniger.

#### Temperatur
| Monat   | Jan   | Feb   | Mär   | Apr   | Mai   | Jun   | Jul   | Aug   | Sep   | Okt   | Nov  | Dez  |
| ------- | ----- | ----- | ----- | ----- | ----- | ----- | ----- | ----- | ----- | ----- | ---- | ---- |
| Maximal | 4 °C  | 5 °C  | 10 °C | 13 °C | 19 °C | 22 °C | 25 °C | 25 °C | 20 °C | 15 °C | 9 °C | 5 °C |
| Minimal | −1 °C | −2 °C | 2 °C  | 3 °C  | 8 °C  | 12 °C | 14 °C | 13 °C | 9 °C  | 6 °C  | 3 °C | 1 °C |

### Ortsbild
Dansenberg hat heute etwa die Form eines gleichmäßigen Achtecks. Im Süden und Südwesten befinden sich landwirtschaftliche Nutzflächen, deren westliche Begrenzung der Bergbrunner Kopf darstellt. Dabei handelt es sich um ein kleines Gebiet mit Wochenendhäusern. Die nördliche Begrenzung der Nutzflächen im Süden des Ortes wird durch ein Neubaugebiet gebildet. Die Nutzflächen im Westen werden zum Norden hin durch den Sauberg begrenzt, an den sich eine Waldschneise anschließt. Nördlich dieser Schneise und des genannten Neubaugebietes verläuft die Hauptstraße, die Dansenberger Straße. Sie trennt das Neubaugebiet vom alten Ortsteil.
An der Dansenberger Straße befindet sich der Ortskern mit der alten Grundschule, den Kindergärten und der örtlichen Postfiliale. Am östlichen Ende der Dansenberger Straße befinden sich die Friedhöfe sowie die Sporthalle. Im nördlichen Bereich der Dansenberger Straße befindet sich der alte an einen Hang gebaute Ort einschließlich der beiden Kirchen und der Pfarrheime. Im Norden liegt die in den letzten Jahrzehnten entstandene Bebauung, innerhalb derer die Steigung des Hangs geringer ausfällt.
Das Ortsbild Dansenbergs ist geprägt von Ein- und Zweifamilienhäusern. Vereinzelt sind, vor allem im Bereich des Ortskerns, Mehrfamilien- und Reihenhäuser anzutreffen. Wohnblocks sind lediglich südlich des Ortskerns in der Wasserlochstücke und im Schlehweg zu finden. Besonders am nördlichen Rand des Dorfes stehen mehrere große Häuser mit weitläufigen Gartenanlagen. Auch im Bereich des alten Siedlungsgebiets kommen vereinzelt große Gärten mit Grundstücksflächen mehr als 1500 Quadratmetern vor. Meist wurden diese jedoch in Bauplätze umgewandelt. Die infrastrukturellen Einrichtungen befinden sich alle im Erdgeschossbereich rund um den Ortskern.

## Etymologie
Der Name Dansenberg, im Dialekt oft Doosebersch, leitet sich vom Begriff der Doose ab. Doose/Danse bedeutet Kiefer. Dansenberg hat also seinen Namen durch seinen ehemals üppigen Kiefernbewuchs, welcher heute jedoch eher durch Mischwald ersetzt wurde. Straßennamen wie Am Kiefernkopf zeugen jedoch noch von den alten Baumbeständen.

## Geschichte
| Zeit                           | Ereignisse                                                    |
| ------------------------------ | ------------------------------------------------------------- |
| ~ 23000 v. Chr. (Altsteinzeit) | erste Besiedlung                                              |
| ~ 2000 v. Chr. (Jungsteinzeit) | nachgewiesene Besiedlung                                      |
| ~ 900 v. Chr.                  | Besiedlung durch Kelten                                       |
| 1618–1648                      | Entstehung einer Siedlung während des Dreißigjährigen Krieges |
| 1631                           | Hugenotten aus Lixheim flüchten nach Dansenberg               |
| 1635                           | Zerstörung der Siedlung durch Kroaten                         |
| um 1700                        | Entstehung einer Holzfällersiedlung                           |
| 1793                           | Ermordung von Zivilisten durch Franzosen                      |
| um 1800                        | Bau der Alten Schule                                          |
| 21. Oktober 1894               | Einweihung der protestantischen Kirche                        |
| 1949                           | Einweihung einer katholischen Notkirche                       |
| 22. Oktober 1967               | Einweihung der neuen katholischen Kirche                      |
| 7. Juni 1969                   | Dansenberg wird ein Stadtteil von Kaiserslautern              |
| 1990                           | Einweihung der neuen Schule                                   |

### Frühgeschichte
Der Dansenberg war erstmals in der Altsteinzeit vor rund 25.000 Jahren besiedelt. Dies legt der Fund einer Feuer- und Lagerstätte aus diesem Zeitraum in rund 2,5 m Tiefe nahe, welcher bei Ausgrabungen entdeckt wurde. Dass der Ort vor etwa 4.000 Jahren ebenfalls besiedelt war, wurde durch weitere Fundstücke der Jungsteinzeit nachgewiesen. Etwa 900 v. Chr. war Dansenberg von den Kelten besiedelt, die ihre Verkehrswege mit Menhiren markierten, von denen einer im Bereich des heutigen Friedhofs gefunden wurde. Da diese Wege von den Römern ebenso benutzt wurden, war der Ort ihnen gleichsam bekannt. Eine ihrer Straßen führte von Kaiserslautern nach Waldfischbach und dabei unter anderem über den Dansenberg.

### Ortsgeschichte
Erstmals erwähnt ist Dansenberg im Zeitraum von 1618 bis 1648 als Siedlung während des Dreißigjährigen Krieges. Insbesondere flüchtende Hugenotten ließen sich hier nieder, etwa im Jahre 1631 aus dem lothringischen Lixheim. Kroaten plünderten die Siedlung jedoch im Jahre 1635 und töteten die flüchtenden Menschen. Die Stelle, an der die Siedler vergeblich Schutz suchten, trägt heute den Namen Jammerhalde. Einer Legende nach sei seitdem alle sieben Jahre das Jammern der Ermordeten im Wald zu hören.
Um 1700 ließen sich in Dansenberg Holzfäller nieder und gründeten im Bereich des heutigen Ortskerns eine kleine Siedlung, die nur sehr langsam anwuchs. Im Winter plünderten 1793 die Franzosen Kaiserslautern und die Bevölkerung der Stadt suchte in einer Höhle im Waldgebiet am Hang des Dansenberges Zuflucht. Die Flüchtlinge hatten ihr Federvieh mitgenommen, so dass die Franzosen durch Hahnenschreie auf sie aufmerksam wurden und alle töteten. Diese der Jammerhalde nahe liegende Stelle trägt heute den Namen Hahnenfalz.
Von 1798 bis 1814, als die Pfalz Teil der Ersten Französischen Republik (bis 1804) und anschließend Teil des Ersten Französischen Kaiserreichs war, war Dansenberg in den Kanton Kaiserslautern eingegliedert. Anschließend wechselte der Ort in das Königreich Bayern. Von 1818 bis 1862 gehörte er dem Landkommissariat Kaiserslautern an; aus diesem ging zunächst das Bezirksamt Kaiserslautern und 1938 schließlich der Landkreis Kaiserslautern hervor.
1925 hatte der Ort 645 Einwohner, von denen 355 evangelisch und 290 katholisch waren die in 89 Wohngebäuden lebten. Im Zweiten Weltkrieg wurde Dansenberg kaum beschädigt. Da sich im Dansenberger Wald jedoch mehrere Flak-Stellungen zum Schutz von Kaiserslautern befanden, sind rund um Dansenberg heute viele Einschlagskrater von Bomben vorhanden. Im Zuge der rheinland-pfälzischen Verwaltungsreform wurde Dansenberg am 7. Juni 1969 in die kreisfreie Stadt Kaiserslautern eingemeindet.

## Bevölkerung

### Einwohnerzahlen und Altersstruktur
Das folgende Diagramm zeigt die Einwohnerentwicklung Dansenbergs von 1705 bis 2001. Seit der Eingemeindung nahm die Bevölkerungszahl deutlich zu.

Einwohnerentwicklung Dansenbergs von 1705 bis 2001

Dansenberg hat eine ausgeglichene Altersstruktur. Von den 2652 Einwohnern sind 29,7 % unter 30 Jahren und 29,0 % Senioren über 60 Jahren.

### Religion

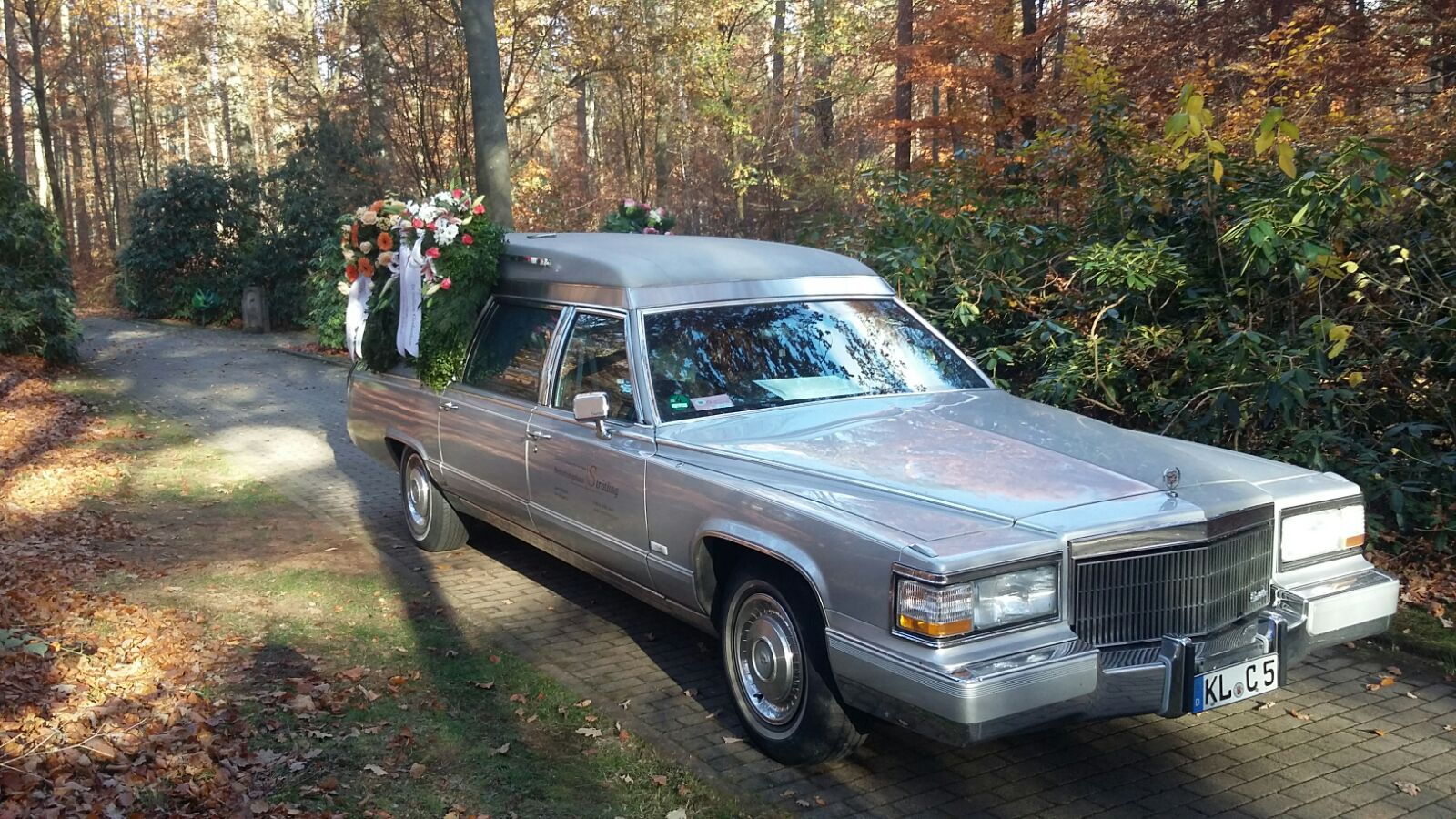
Friedhof

In Dansenberg leben 1469 Protestanten, sie bilden damit die dominierende Gemeinde in Dansenberg. Die Gemeinde verfügt über ein Pfarrhaus, ein neu gebautes Pfarrheim, sowie eine 1894 geweihte Kirche.
Die 980 Mitglieder zählende katholische Gemeinde in Dansenberg existiert seit 1950 als eigene Kirchenstiftung. Ein Jahr zuvor wurde eine Notkirche eingeweiht, die später in das heute noch existierende Pfarrheim umgestaltet wurde. Die heutige Pfarrkirche wurde 1967 geweiht. Die Pfarrgemeinde in Dansenberg ist eine Filialgemeinde der Pfarrei in Hohenecken.

## Politik

### Ortsbeirat
Für den Ortsteil Dansenberg wurde ein Ortsbezirk gebildet. Dem Ortsbeirat gehören 15 Beiratsmitglieder an, den Vorsitz im Ortsbeirat führt der direkt gewählte Ortsvorsteher.
Für weitere Informationen zum Ortsbeirat siehe die Ergebnisse der Kommunalwahlen in Kaiserslautern.

### Ortsvorsteher
| Name                   | von                | bis                |
| ---------------------- | ------------------ | ------------------ |
| Heinrich Schmitt (SPD) | 09. Juli 1969      | 26. April 1974     |
| Karl Lambrecht (CDU)   | 26. April 1974     | 22. August 1979    |
| Ernst Wagner (SPD)     | 22. August 1979    | 17. Dezember 1986  |
| Monika Ziegler (CDU)   | 17. Dezember 1986  | 04. September 1989 |
| Monika Ziegler (CDU)   | 12. September 1994 | 20. September 2004 |
| Hugo Kramer (SPD)      | 04. September 1989 | 12. September 1994 |
| Franz Rheinheimer (1)  | 20. September 2004 |                    |

Der Ortsvorsteher von Dansenberg Franz H. Rheinheimer löste seine der CDU angehörende Vorgängerin Monika Ziegler bei der Kommunalwahl 2004 ab. Seitdem wurde er stets wiedergewählt. Zuletzt setzte er sich bei der Direktwahl am 9. Juni 2024 mit einem Stimmenanteil von 62,8 % gegen einen Mitbewerber durch.

### Wappen
Das Wappen Dansenbergs zeigt einen Baum, auf welchen ein Vogel zufliegt, der Kerscheknabber. Es entstand 1761 und wurde am 14. September 1949 das offizielle Wappen Dansenbergs. Die Art des Baumes ist nicht bekannt, jedoch soll es sich – laut amtlicher Interpretation – dabei um einen Kirschbaum handeln. Welchen Vogel das Wappen darstellt, ist ebenfalls nicht bekannt, jedoch gibt es Anzeichen dafür, dass es sich dabei um eine Ente handelt.
Das Wappen Dansenbergs wurde im Auftrag des Obst- und Gartenbauvereines Dansenberg von dem in Dansenberg wohnenden Studienrat Wilhelm Schneider im Jahre 1960 in Öl gemalt und hängt heute als ständige Leihgabe im Sitzungsraum des Ortsbeirates im Bürgerhaus.

## Sehenswürdigkeiten und Kultur

### Bauwerke

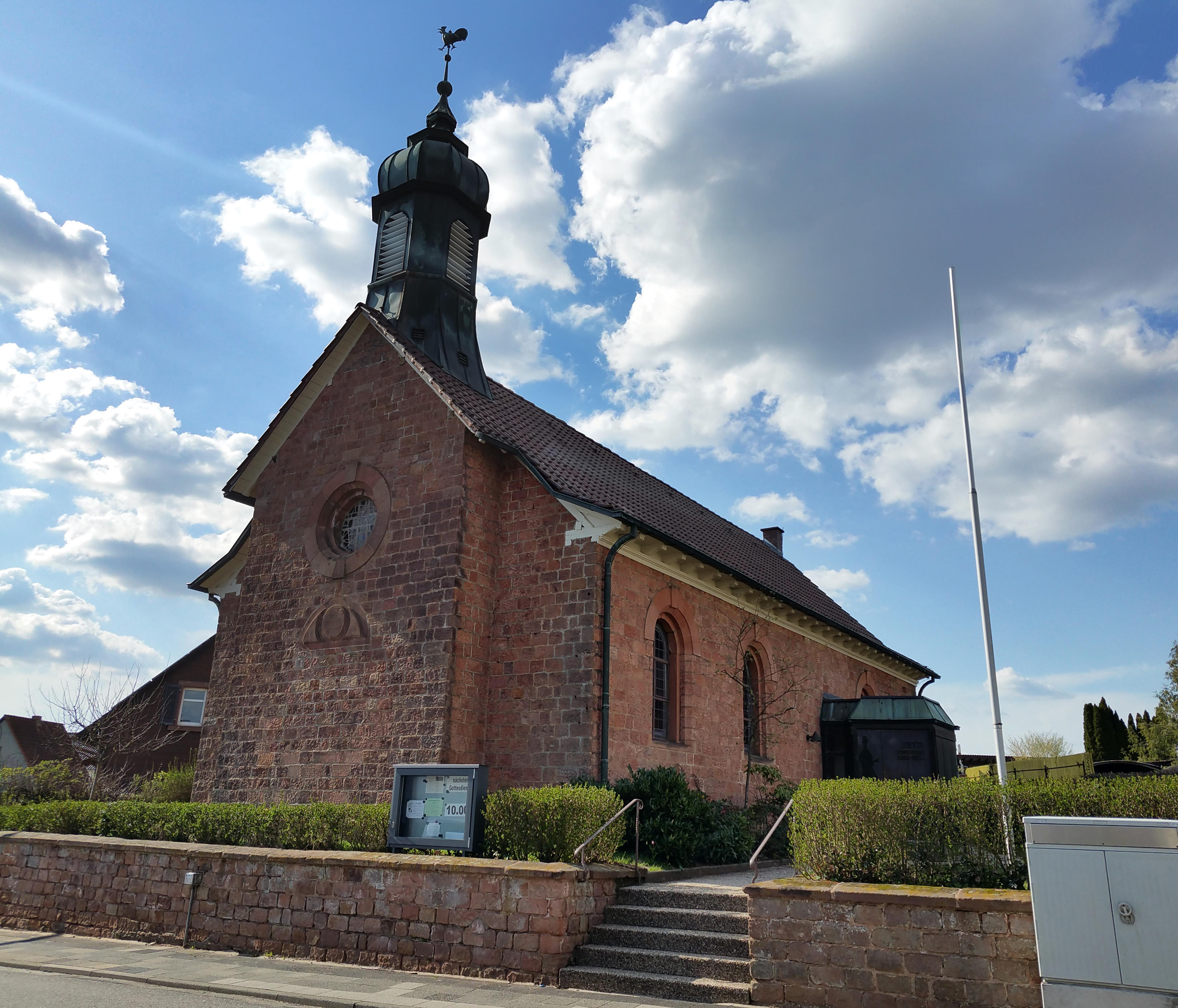
Protestantische Kirche

- Protestantische Kirche: Die protestantische Kirche wurde vor über 100 Jahren erbaut. Sie besteht aus einem Langschiff, auf dessen Dach sich ein Zwiebelturm mit Turmhahn befindet. Seit 1973 hängen in diesem Turm die Glocken der Kirche. Im hölzern ausgekleideten Innenraum der Kirche befindet sich eine Empore mit einer Orgel.
- Katholische Kirche: Die katholische Kirche stammt aus den 1970er-Jahren. Sie besteht aus einem Rundschiff, dessen Decke einem Schiffskiel nachempfunden wurde (eine Anspielung auf die Arche Noah). In ihrem Turm hängen zwei Glocken, auf der Empore befindet sich eine Zimnol-Orgel. Der Altar beherbergt Reliquien der Märtyrer Nectarius und Nicostratus.
- Alter Friedhof: Der sogenannte alte Friedhof befindet sich am Ende der Dansenberger Straße. Hier steht die Leichenhalle, die von den Gemeinden beider Konfessionen genutzt wird. Viele Bestattungen finden heute auf dem nahen neuen Friedhof statt.
- Kriegerdenkmal: Oberhalb des alten Friedhofs existiert ein Denkmal in Erinnerung an die in den beiden Weltkriegen Gefallenen.
- Alte Schule: Die alte Schule ist ein um 1800 errichtetes Gebäude. Es bot Platz für vier Klassen und hatte ein Lehrerzimmer. Heute beherbergt das Gebäude einen Kindergarten, die Grundschulbetreuung, den Ratssaal des Ortsbeirates und weitere Räume. Der alte Anbau wurde zu einem Feuerwehrhaus umfunktioniert.
- Ortsmittelpunkt: Der Ortsmittelpunkt besteht aus einer kleinen parkähnlichen Anlage mit einem Spielplatz und befindet sich neben der alten Schule. Hinter der mit Bäumen bepflanzten Anlage befindet sich der Dorfplatz, welcher für verschiedene Veranstaltungen und als Ruhepunkt genutzt wird.
- Dorfbrunnen: Seit seiner Renovierung läuft der Dorfbrunnen wieder. Der Wasserlauf befindet sich an der Ecke der Brunnenstraße zur Wasserlochstücke.

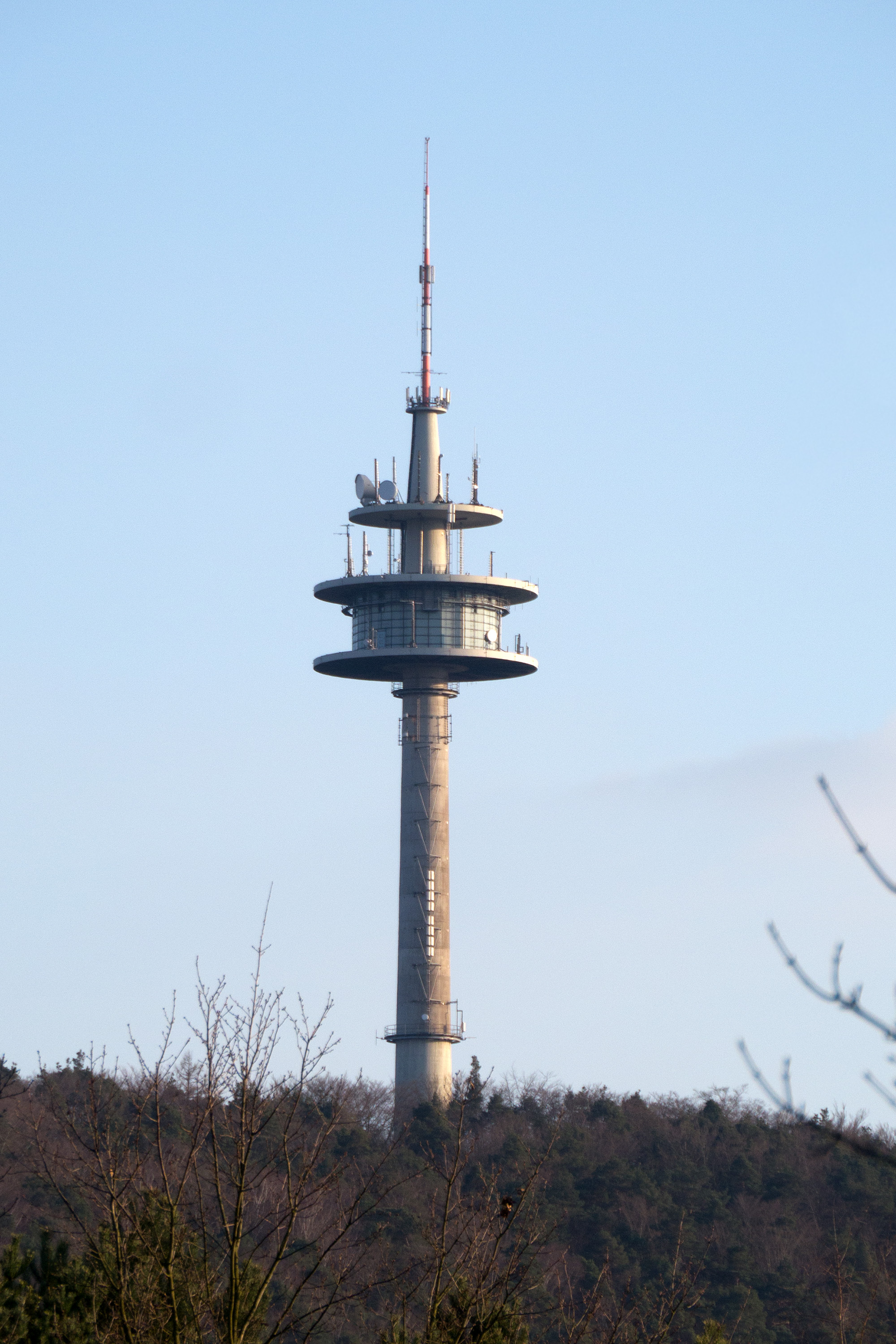
Fernmeldeturm

- Fernmeldeturm Kaiserslautern: Dieses Bauwerk ist 133 Meter hoch und wurde etwa 800 Meter nördlich des Ortes im Wald errichtet. Der Turm selbst kann nur von wenigen Punkten des Ortes aus gesehen werden, meist wird er durch Gebäude oder Bäume verdeckt. Von hier aus werden die Signale für Fernsehen, Radio und Telefon der Stadt Kaiserslautern gesendet. Außerdem wird über den Turm der Funk von Feuerwehr und Rettungsdienst in Kaiserslautern und Umgebung abgewickelt. Eigentümer und Betreiber des Sendeturms ist die T-Systems Media&Broadcast GmbH (M&B).

### Umgebung
Rund um Dansenberg führt ebenfalls ein Weg, welcher an der Ortseinfahrt zu Dansenberg beginnt. Er führt durch den Wald vorbei an einem Waldspielplatz nach Norden. Danach verläuft er durch den Ort am Friedhof und dem neuen Waldfriedhof vorbei zu einem weiteren Waldspielplatz, von dem aus er als Weg am Waldrand weiterverläuft. Weiter im Süden bildet er die Grenze zwischen den landwirtschaftlichen Nutzflächen und dem Wald, bevor er nach Westen Richtung Bergbrunner Kopf verläuft. Schließlich führt er durch das Tal am Sauberg und dem Regenrückhaltebecken vorbei wieder zu seinem Ausgangspunkt. Zudem ist eine forstwirtschaftlich genutzte Straße vorhanden. Diese startet am neuen Friedhof und führt über die Rothe Hohl bis zur Technischen Universität Kaiserslautern.

### Veranstaltungen und Vereine
In Dansenberg finden diverse Feste statt, darunter ein katholisches und ein protestantisches Pfarrfest, ein Feuerwehrfest und die Sängerkerwe, die vom Männergesangverein ausgerichtet wird. Das Dorffest (seit Sommer 2008 in Anspielung auf das Wappen „Kerscheknabberfest“ genannt) wird von den örtlichen Vereinen, Parteien und der Freiwilligen Feuerwehr ausgerichtet, die Dansenberger Kerwe wird vom Ortsvorsteher/Ortsverwaltung und dem Ortsbeirat in Zusammenarbeit mit der Stadtverwaltung ausgerichtet.
Das Vereinswesen in Dansenberg umfasst – von den politischen Parteien abgesehen – den Sportverein TuS 04 Kaiserslautern-Dansenberg e. V., den Männergesangverein 1963 Dansenberg e. V., die Fördervereine der Grundschule und des Sportvereins, den Obst- und Gartenbauverein e. V. sowie Juntos e. V.

## Wirtschaft und Infrastruktur

### Verkehr und Tourismus
Dansenberg liegt an der Landesstraße 502 und ist ein Sackgassenort. Zwar existiert eine zweite Zufahrtsstraße, jedoch befindet sich diese im Privatbesitz des Forstes. Der Ort verfügt über mehrere Haltestellen für die Busse der SWK Verkehrs-AG, die hier stündlich, zu Berufsverkehrszeiten halbstündlich, fahren. In Dansenberg existiert ein Gasthaus, das Hotel Fröhlich.

### Bildung
In Dansenberg existieren ein protestantischer und ein städtischer Kindergarten. Außerdem verfügt Dansenberg über eine Grundschule. 

### Dienstleistungen und Handel
Es existiert in Dansenberg derzeit eine Backwarenverkaufsstelle. Darüber hinaus gibt es eine Sparkassenfiliale, einen Allgemeinmediziner und einen Zahnarzt, eine Apotheke, Rechtsanwälte und Steuerberater, ein Versicherungs- und Immobilienmakler sowie verschiedene Handwerksfirmen. 
Seit 1977 ist in Dansenberg ein Fahrzeug der Freiwilligen Feuerwehr Kaiserslautern stationiert. Das Feuerwehrhaus befindet sich im Anbau der alten Schule in der Franz-Becht-Straße. Diese Straße wurde nach dem ehemaligen Kommandanten der Feuerwehr benannt, der 2001 bei einem Einsatz ums Leben kam.
Seit 2005 existiert First-Responder-Gruppe, die unter anderem mit einem Defibrillator ausgerüstet ist. Sie stellt die medizinische Versorgung von Notfallpatienten sicher, bis der Notarzt aus Kaiserslautern eingetroffen ist.
Seit 2006 ist zudem die Feuerwehr in diesem Dienst aktiv.

### Sport
Dansenberg ist überregional vor allem für den Sportverein TuS 04 Kaiserslautern-Dansenberg, dessen erste Handball-Herrenmannschaft seit der Saison 2017/18 in der 3. Liga spielt, bekannt. Seine Heimspiele trägt er in der Layenberger-Sporthalle aus.

## Persönlichkeiten

### Söhne und Töchter des Ortes
- Johannes Pfleger (1867–1957), Chemiker
- Barnaba Zirkel (1877–1944), Steyler Missionsschwester und Märtyrin

### Personen, die im Ort gelebt oder vor Ort gewirkt haben
- Friedrich Wilhelm Hebel (1875–1931),  Pädagoge und Autor, unterrichtete zeitweise an der Dansenberger Schule
- Paul Schweigert (1927–2019), Fußballspieler. starb vor Ort
- Dietmar Schwager (1940–2018), Fußballspieler, lebte bis zu seinem Tod 2018 in Dansenberg
- Zedd (* 1989), Musiker, wuchs vor Ort auf
- Alexander Schulze (* 1997), Handballspieler

### Bücher
- TuS 04 (Hrsg.): Festschrift / TuS 04 Kaiserslautern-Dansenberg : Turnen – Handball – Karate ; 100 Jahre Vereinschronik, Berichte und Bilder. Selbstverlag, Kaiserslautern 2004.
- Obst- und Gartenbauverein Dansenberg (Hrsg.): Vom Holzfällerdorf zum Stadtteil : 100 Jahre Obst- und Gartenbauverein Dansenberg. Selbstverlag, Kaiserslautern 1997.
- TuS 04 (Hrsg.): Festschrift 75 Jahre Turn- u. Sportverein 1904 Dansenberg e. V. / TuS 04 Dansenberg. Selbstverlag, Kaiserslautern 1979.
- Walter Hach/Dieter Kämmer: Register zu dem Kirchenbuch der reformierten Pfarrei Erfenbach 1735 bis 1798: (Erfenbach, Siegelbach, Stockborn, Lampertsmühle) mit Eintragungen aus den Orten Dansenberg, Hohenecken, Erzhütten u. a. Kulturamt der Stadt Kaiserslautern, Kaiserslautern 1979, ISBN 3-9805946-1-0.
- Protestantische Kirchengemeinde (Hrsg.): 100 Jahre Protestantische Kirche Dansenberg. Selbstverlag, Kaiserslautern 1994.
- Heinz Friedel: Die protestantische Gemeinde Dansenberg zur Zeit des Nationalsozialismus. Friedel, Kaiserslautern 1993.
- Grundschule Dansenberg (Hrsg.): Grundschule Dansenberg. WEKA-Verlag, Wien 1990.
- Elisabeth Kaltenbach (Redaktion und Layout): Festschrift zum 50-jährigen Jubiläum des Katholischen Kirchenchores St. Peter und Paul Dansenberg. Selbstverlag, Kaiserslautern 1998.
- Männergesangverein Dansenberg (Hrsg.): Festschrift zur Fahnenweihe. Selbstverlag, Kaiserslautern 1966.

### Zeitungen/Zeitschriften
Wittich (Hrsg.): Rund um Kaiserslautern: Wochenzeitung für die Stadtteile Einsiedlerhof, Dansenberg, Hohenecken, Mölschbach, Wiesenthalerhof-Erzhütten, Erfenbach, Erlenbach, Siegelbach. (= wöchentlich erscheinende Zeitung).
SÜWE Vertriebs- und Dienstleistungsges. (Hrsg.): Wochenblatt Kaiserslautern. (= wöchentlich erscheinende Zeitung).